# Cuao
Cuao je rijeka u Venezueli. Pritoka je rijeke Sipapo i pripada porječju rijeke Orinoco.